# XXXVI secolo a.C.
Il XXXVI secolo a.C. (trentaseiesimo secolo avanti Cristo) è il secolo che inizia nell'anno 3600 a.C. e termina nell'anno 3501 a.C. incluso.

## Eventi

### Europa
- Malta - Inizio della costruzione del complesso megalitico di Ġgantija nell'isola di Gozo - Fase di Ġgantija (fino al 3200 a.C.); inizio della costruzione del tempio solare di Mnajdra - (fino al 2500 a.C.)